# کاهاگالا
کاهاگالا (به لاتین: Kahagala) یک منطقهٔ مسکونی در سری‌لانکا است که در استان مرکزی (سری‌لانکا) واقع شده‌است.